# Морозов, Павел Ефремович
Павел Ефремович Морозов (29 июня 1896 — 28 октября 1941) — советский военный деятель, полковник, участник Первой мировой, Гражданской, советско-польской и Великой Отечественной войны.

## Биография
Павел Ефремович Морозов родился 29 июня 1896 года на станции Талица (ныне — город в Свердловской области). В 1909 году окончил железнодорожную школу и трудился сцепщиком вагонов. В 1911 году окончил городское училище в городе Лебедине. В августе 1915 года был призван на службу в Российскую императорскую армию. В 1916 году окончил школу прапорщиков. Участвовал в Первой мировой войне в составе 150-го Таманского пехотного полка, дослужился до чина поручика. После роспуска старой армии вновь работал сцепщиком вагонов на железной дороге.
В июле 1918 года Морозов был призван на службу в Рабоче-Крестьянскую Красную Армию. Участвовал в боях Гражданской и советско-польской войн. После окончания боевых действий продолжил службу в Красной Армии. В 1921 году окончил Военную академию Красной Армии, после чего служил на командных и штабных должностях в крупных войсковых частях. С 1927 года был военным руководителем Института красной профессуры и одновременно возглавлял 4-й отдел Управления вузов РККА. В 1932 году окончил восточный факультет Военной академии имени М. В. Фрунзе. С конца 1938 года преподавал на кафедре общей тактики Военной академии имени М. В. Фрунзе. В 1941 году окончил Военную академию Генерального штаба.
2 июля 1941 года Морозов был назначен командиром 13-й Московской стрелковой дивизии народного ополчения, формировавшейся в Ростокинском районе города Москвы. Под его командование направлялись добровольцы с завода «Калибр», ВСХВ, Народных комиссариатов совхозов и заготовок СССР, а также батальоны из жителей Первомайского и Мытищинского районов Москвы. В середине июля 1941 года дивизия Морозова была направлена на Можайскую линию обороны, в составе 32-й армии, участвовала в битве за Москву на Юрловском направлении. В боях под Вязьмой в октябре 1941 года дивизия Морозова попала в немецкое окружение и погибла практически в полном составе. 28 октября 1941 года в бою погиб и Морозов.